# Hernán Burbano
Hernán Darío Burbano (Santander de Quilichao, 5 marzo 1988) è un ex calciatore colombiano, di ruolo centrocampista.